# Fügen durch Umformen
Das Fügen durch Umformen ist eine Gruppe von Fertigungsverfahren, die zur Hauptgruppe Fügen zählt. Die einzelnen Verfahren bedienen sich dabei Methoden, die aus der Hauptgruppe Umformen stammen. Die wichtigsten Verfahren sind das Nieten, Clinchen und Bördeln. Umgeformt werden teilweise die Hilffügeteile (Niete) oder die Werkstücke selbst. Zum Fügen durch Umformen zählen folgende Fertigungsverfahren:
- Kerben
- Körnen
- Kragenfügen
- Weiten
- Spreizen
- Engen
- Einhalsen
- Bördeln
- Falzen
- Biegen
- Verlappen
- Nieten
- Durchsetzfügen (Clinchen)

Für drahtförmige Werkstücke eignet sich das Drahtflechten, das gemeinsame Verdrehen, Verseilen, Spleißen, Knoten, Drahtweben und Heften.